# Жамбыл (Зайсанский район)
Жамбыл (каз. Жамбыл) — село в Зайсанском районе Восточно-Казахстанской области Казахстана. Входит в состав Даировского сельского округа. Код КАТО — 634647200.

## Население
В 1999 году население села составляло 558 человек (277 мужчин и 281 женщина). По данным переписи 2009 года, в селе проживало 459 человек (242 мужчины и 217 женщин).